# Донус, Эва
Э́ва До́нус (венг. Éva Dónusz; 29 сентября 1967, Вац) — венгерская гребчиха-байдарочница, выступала за сборную Венгрии в конце 1980-х и на всём протяжении 1990-х годов. Чемпионка и бронзовая призёрша летних Олимпийских игр в Барселоне, чемпионка мира, победительница многих регат национального и международного значения.

## Биография
Эва Донус родилась 29 сентября 1967 года в городе Ваце медье Пешт. Активно заниматься греблей начала в раннем детстве, проходила подготовку в Будапеште, состояла в столичных спортивных клубах «Уйпешти» и «Будапешт Хонвед».
В 1989 году выступила на чемпионате мира в болгарском Пловдиве, где стала серебряной призёршей в двойках на пятистах метрах. Год спустя на мировом первенстве в польской Познани трижды поднималась на пьедестал почёта: получила серебро в двойках на полукилометровой и пятикилометровой дистанциях, а также в четвёрках на пятистах метрах. Ещё через год на аналогичных соревнованиях в Париже добавила в послужной список ещё две серебряные медали, выигранные среди двоек и четвёрок на пятистах метрах. Будучи в числе лидеров гребной команды Венгрии, благополучно прошла квалификацию на Олимпийские игры 1992 года в Барселоне — в четырёхместных байдарках совместно с Ритой Кёбан, Эрикой Месарош и Кингой Цигань обогнала на пятистах метрах всех своих соперниц и завоевала тем самым золотую олимпийскую медаль. Кроме того, в двойках с Кёбан получила бронзовую медаль, пропустив вперёд экипажи из Германии и Швеции.
Став олимпийской чемпионкой, Донус осталась в основном составе венгерской национальной сборной и продолжила принимать участие в крупнейших международных регатах. Так, в 1993 году она представляла страну на чемпионате мира в Копенгагене, где выиграла серебряную медаль в двойках на дистанции 5000 метров и бронзовую в четвёрках на дистанции 500 метров. В следующем сезоне побывала на мировом первенстве в Мехико, откуда привезла награды золотого и серебряного достоинства, выигранные в четвёрках на двухстах и пятистах метрах соответственно. Затем в немецком Дуйсбурге в той же дисциплине получила бронзу. Позже отправилась на Олимпийские игры 1996 года в Атланте, однако повторить успех четырёхлетней давности не смогла, в четвёрках на пятистах метрах финишировала в финале лишь девятой.
В 1998 году на домашнем чемпионате мира в Сегеде Эва Донус завоевала бронзовую медаль в одиночках на двухстах метрах, год спустя на мировом первенстве в Милане повторила это достижение в двойках на двухстах метрах. Вскоре по окончании этих соревнований приняла решение завершить карьеру профессиональной спортсменки, уступив место в сборной молодым венгерским гребчихам.